# Gido Kokars
Gido Kokars (Gulbene, 1921. augusztus 17. – 2017. március 9.) lett karmester. 1996-ban Három Csillag érdemrendet kapott.
Testvére Imants Kokars.